# Вуковар
Ву́ковар (хорв. Vukovar) — город в Хорватии, в восточной части страны, на реке Дунай. Второй по величине город (после города Винковци) в Вуковарско-Сремской жупании. Население — 27 683 человека (2011).

## Общие сведения
Вуковар — крупнейший хорватский город и порт на Дунае. Он расположен на высоте 108 м в 20 километрах к востоку от города Винковци и в 36 км к юго-востоку от Осиека. Через город проходит автомобильное шоссе Осиек — Вуковар — Илок и железнодорожная ветка Вуковар — Винковци.
Основу экономики города составляют пищевая и текстильная промышленность.

## История

### Древнее время
Поселение на месте нынешнего Вуковара возникло в древние времена. Во времена Римской империи оно называлось Илеа. После появления в посавском регионе славянских племён в VII веке город начал сильно расти и развиваться. В IX веке город входил в состав Блатенского княжества. Название Вуковар город получил по имени реки Вука, впадающей в этом месте в Дунай, а название реки, скорее всего, происходит от хорватского и сербского «вук» — волк. Вар (Vár) в переводе с венгерского означает замок. Права города Вуковар получил в 1231 г.

### Средневековье
В 1526 г. он был оккупирован турками, освобождён в 1687 г., после чего стал собственностью князей из рода Элтц.

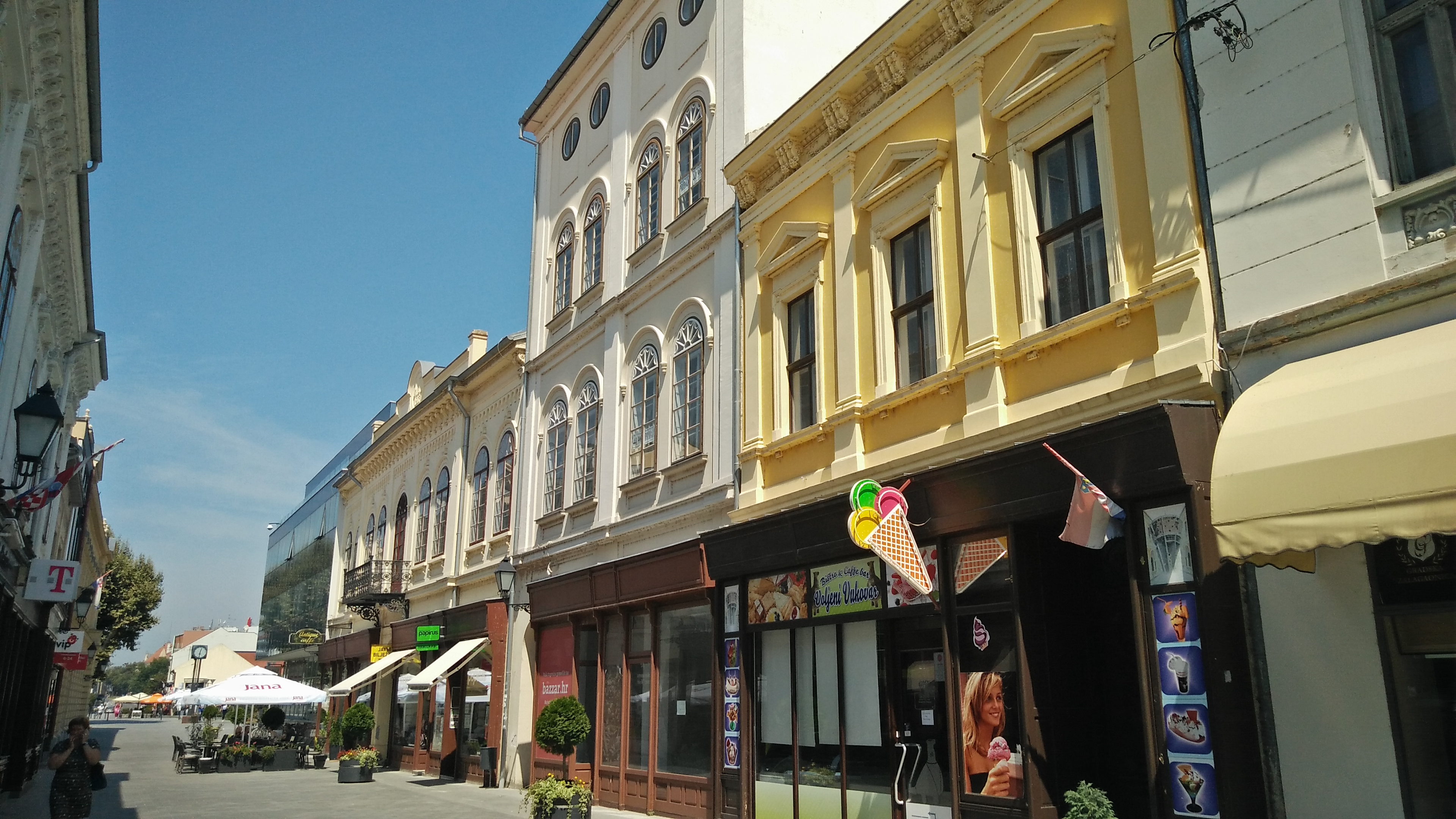
Главная улица

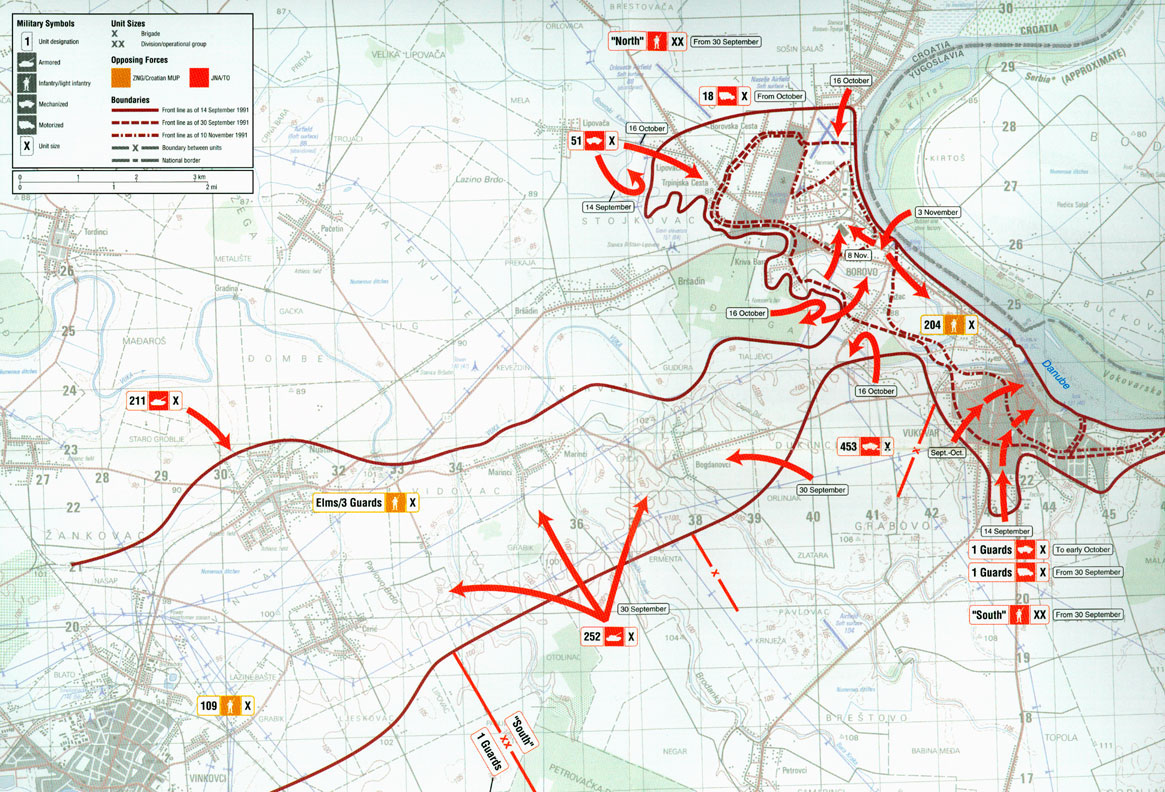
Карта битвы за Вуковар

### XX век
Во время Балканской войны, в 1912 году, 17 граждан Вуковара вступили добровольцами в Македоно-одринское ополчение.
В 1920 г. город вошёл в состав Королевства Сербов, Хорватов и Словенцев, впоследствии Югославии. С 1991 г. — в составе независимой Хорватии.

### Эпоха югославских войн
При распаде Югославии первые инциденты в Вуковаре произошли весной 1991 года. В частности, группа хорватов под руководством Гойко Шушака обстреляла Борово-Село близ города, выпустив по нему три ракеты. Это вынудило местных сербов создать отряд самообороны. В начале мая произошёл инцидент в Борово-Селе, когда группа хорватских полицейских, пытавшаяся установить хорватский флаг на местном административном здании, была взята в плен сербами. На следующий день произошёл масштабный бой за село между хорватской полицией и сербским ополчением, прекратившийся после вмешательства югославской армии. По мнению ряда исследователей, в этот же период было принято решение об этнических чистках сербского населения в городе. В ходе войны в Хорватии, которая началась сразу после провозглашения её независимости в конце того же 1991 года, части Хорватской национальной гвардии и ХОСа провели серию убийств гражданского сербского населения, а трупы бросали в Дунай. Точное число погибших неизвестно, несколько десятков трупов были выловлены в реке уже на территории Сербии и опознаны. Всего из Дуная было выловлено 13 трупов. Также оказывалось давление с целью принуждения сербов покинуть город. В результате этого летом 1991 года город покинуло 13 734 серба и югослава. Следующим шагом хорватских сил в городе стала осада местного гарнизона югославской народной армии (ЮНА). Федеральная армия, состоявшая к тому времени главным образом из сербов из-за массового дезертирства представителей других национальностей, при поддержке местных сербских добровольческих военных формирований и ополченцев начали операцию по деблокаде гарнизона, которая переросла в осаду самого Вуковара. Несмотря на многократное превосходство сербов в живой силе и подавляющее преимущество в тяжёлой технике и вооружениях, город пал только через 3 месяца 18 ноября, при этом в ходе боёв он был практически полностью разрушен. 18—21 ноября недалеко от города была произведена массовая казнь хорватских военнопленных. Оценки понесённых сторонами потерь значительно варьируются и составляют около тысячи убитых с каждой стороны. Несмотря на итоговое падение города, оборона Вуковара сыграла решающее значение в обороне хорватами Восточной Славонии. Битва вызвала патриотический подъём в Хорватии, в настоящее время почти в каждом хорватском городе есть улица, названная в его честь, а город стали называть «хорватским Сталинградом».
Вуковар был столицей Сербской Автономной Области Восточная Славония, Баранья и Западный Срем и оставался под сербским контролем, несербское население в ходе этнических чисток было изгнано. После дипломатических переговоров и учреждения с 1996 года Временной администрации ООН для Восточной Славонии город был мирно реинтегрирован в состав Хорватии в 1998 году, тогда же начался процесс восстановления города и возвращения беженцев. После интеграции города в состав Хорватии из него и окрестностей сначала произошёл очередной отток, а затем возврат сербского населения, которое вновь составило около трети от всех жителей.
Восстановление города продолжается.

## Демография
В окрестностях города исторически проживало смешанное сербско-хорватское население. По данным 1991 г. 43 % населения составляли хорваты, 37 % — сербы. В ходе войны и этнических чисток из города бежали почти все хорваты и многие сербы. Часть из них не вернулась в город после окончания войны в 1998 г., осев в других частях Хорватии и Сербии, а также эмигрировав за границу. По данным переписи 2001 г. хорваты составляли 57,5 % и сербы — 32,9 % населения. Суммарная численность населения города уменьшилась с 44 639 человек (1991 г.) до 31 670 (2001 г.). По данным переписи 2011 г., население города сократилось до 27683 человек. Хорваты составляют 57,3 % и сербы — 34,9 % населения.

## Достопримечательности
- Францисканский монастырь (1688)
- Николаевский собор (1737)
- Епископский дворец (1777)
- Вучедол — археологический памятник позднего неолита. Расположен в 5 километрах от Вуковара на берегу Дравы. В ходе раскопок найдено большое количество керамики.

## Известные уроженцы и жители
- Синиша Михайлович — югославский футболист и футбольный тренер.
- Великанович, Иван (1723—1803) — хорватский духовный писатель, драматург, философ, богослов, педагог. Францисканец.
- Леопольд Ружичка — нобелевский лауреат по химии.